# Dan Perjovschi
Dan Perjovschi (* 29. října 1961, Sibiu) je rumunský spisovatel, novinář a avantgardní výtvarník.

## Životopis
Narodil se roku 1961 v Sibiu; vyrůstal v totalitním prostředí komunistického režimu. Po pádu Ceaușescovy diktatury v roce 1989 začal v Rumunsku tvořit v první vlně avantgardního hnutí. Svými kresbami vytváří aktuální komentáře politického a společenského dění.
Jako výtvarník se prezentoval na desítkách společných i samostatných výstav v Rumunsku i v renomovaných muzeích v zahraničí, mj. v New Yorku, Stockholmu, Eindhovenu, Kolíně nad Rýnem a Benátkách.
V roce 2009 vytvořil přes dvě stovky kreseb komiksového typu, které zdobí betonové stěny atria v interiéru Národní technické knihovny v Praze 6 – Dejvicích.